# Натюрморт з горщиками
«Натюрмо́рт з го́рщиками» (ісп. Bodegón con cacharros) — картина іспанського живописця Франсіско Сурбарана. Створена близько 1650 року. Зберігається у Музеї Прадо в Мадриді (інв. ном. P2803).

## Опис
Декілька написаних Сурбараном натюрмортів входять до числа найпопулярніших картин цього жанру у всій історії іспанського живопису. Цей натюрморт є вельми незвичним, на ньому немає традиційного зображення фруктів, квітів або будь-яких предметів, що можуть псуватися, які б знаменували собою плин часу. Не схоже також, що картина наповнена і якимось особливим символічним підтекстом, хоча, можна припустити, що зображені керамічні вироби є натяком на святих мучениць Хусту і Рафіну, дочок гончаря і святих покровительок Севільї. Однак, скоріше за все, художник віддав перевагу керамічним посудинам внаслідок їхньої сюжетно-тематичної нейтральності, а також через можливість, що відкривається перед автором, перетворити звичайнісінькі мотиви у щось справді визначне. Можна сказати, що головною дійовою особою на картині є світло, яке змушує глиняні посудини буквально виростати з темного фону, створюючи їх з характерною сурбаранівською увагою до скульптурної об'ємності, ще більше посилюючи здатність картини заворожувати і зачаровувати глядача.